# Khalid Khannouchi
Khalid Khannouchi (arab.: خالد خنّوشي; ur. 22 grudnia 1971 w Meknes, Maroko) – maratończyk, reprezentujący Maroko (do 1999) i Stany Zjednoczone.
Przez pierwszą część kariery reprezentował Maroko. Następnie przeniósł się do Nowego Jorku. W 1996 roku poślubił Sandrę Inoa, która jest także jego trenerem i agentem. Otrzymał obywatelstwo amerykańskie 2 maja 2000 roku.
W 2012 ogłosił zakończenie kariery.

## Osiągnięcia
- 1997
  - Chicago Marathon, zwycięzca[3]
- 1998
  - Chicago Marathon, 2. miejsce
  - Peachtree Road Race 10k, zwycięzca (27:47)
- 1999
  - Chicago Marathon, zwycięzca[3]. Osiągnięcie najlepszego wyniku na świecie w maratonie (2:05:42)
  - Peachtree Road Race 10k, zwycięzca (27:45)
- 2000
  - London Marathon, trzecie miejsce
  - Chicago Marathon, zwycięzca[3]
- 2002
  - London Marathon, zwycięzca[3]. Osiągnięcie najlepszego wyniku na świecie w maratonie (2:05:38)[4]
  - Chicago Marathon, zwycięzca[3]
- 2006
  - London Marathon, 4. miejsce (2:07:04), powrót po długim okresie kontuzji.

Khannouchi był pierwszym biegaczem, który przełamał barierę 2:06:00 w maratonie. Jego rekordowy wynik został jednak poprawiony przez Paula Tergata 28 września 2003 roku.